# Samjiyon
Samjiyŏn är en landskommun i provinsen Ryanggang, Nordkorea. 
Staden ligger vid berget Paektusan.  Staden har en egen flygplats, som stängdes 2005 på grund av renovering.